# 東大阪市立長瀬東小学校
東大阪市立長瀬東小学校（ひがしおおさかしりつ ながせひがししょうがっこう）は、大阪府東大阪市大蓮東にある公立小学校。

## 沿革
- 1935年（昭和10年）10月16日 - 長瀬第二尋常小学校として開校。
- 1937年（昭和12年）4月1日 - 布施市長瀬第二小学校と改称。
- 1941年（昭和16年）4月1日 - 布施市第二国民学校と改称。
- 1947年（昭和22年）4月1日 - 布施市立長瀬第二小学校と改称。
- 1967年（昭和42年）2月1日 - 東大阪市が誕生し、東大阪市立長瀬第二小学校と改称。
- 1967年（昭和42年）4月1日 - 東大阪市立長瀬東小学校と改称。
- 1977年 (昭和52年) - 児童数の増加のため、校区の大阪府道173号線の南側(大蓮東三丁目、大蓮東四丁目1～11番、大蓮東五丁目)を大蓮東小学校として分離 (大蓮東小学校は、2015年に大蓮小学校に併合)

## 通学区域
- 大蓮東1～2丁目、大蓮東四4丁目12～15番、金岡1～4丁目[1]

## 進路状況
ほとんどの児童は東大阪市立金岡中学校へ進学するが、国私立中学校へ進学する児童もいる。